# Агоста
А̀госта (на италиански: Agosta, на местен диалект Àusta, Ауста) е село и община в Централна Италия, провинция Рим, регион Лацио. Разположено е на 382 m надморска височина. Населението на общината е 1760 души (към 2010 г.).